# اندیس دامنه
دامنه یک اندیس فلزی است که در حوالی شهر سردونیه استان کرمان قرار دارد و مادهٔ معدنی موجود در آن، پلی متال است.سنگ میزبان این اندیس آندزیت-داسیت است و دیرینگی آن به دوران ائوسن می‌رسد. در این اندیس، پاراژنز‌های ترکیبات سرب و روی ومولیبدن یافت می‌شوند.